# Władysław Broniewski

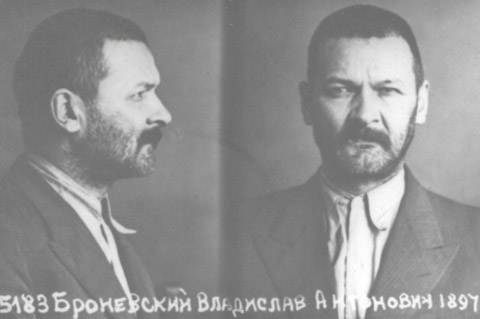
Władysław Broniewski po aresztowaniu przez NKWD (1940)

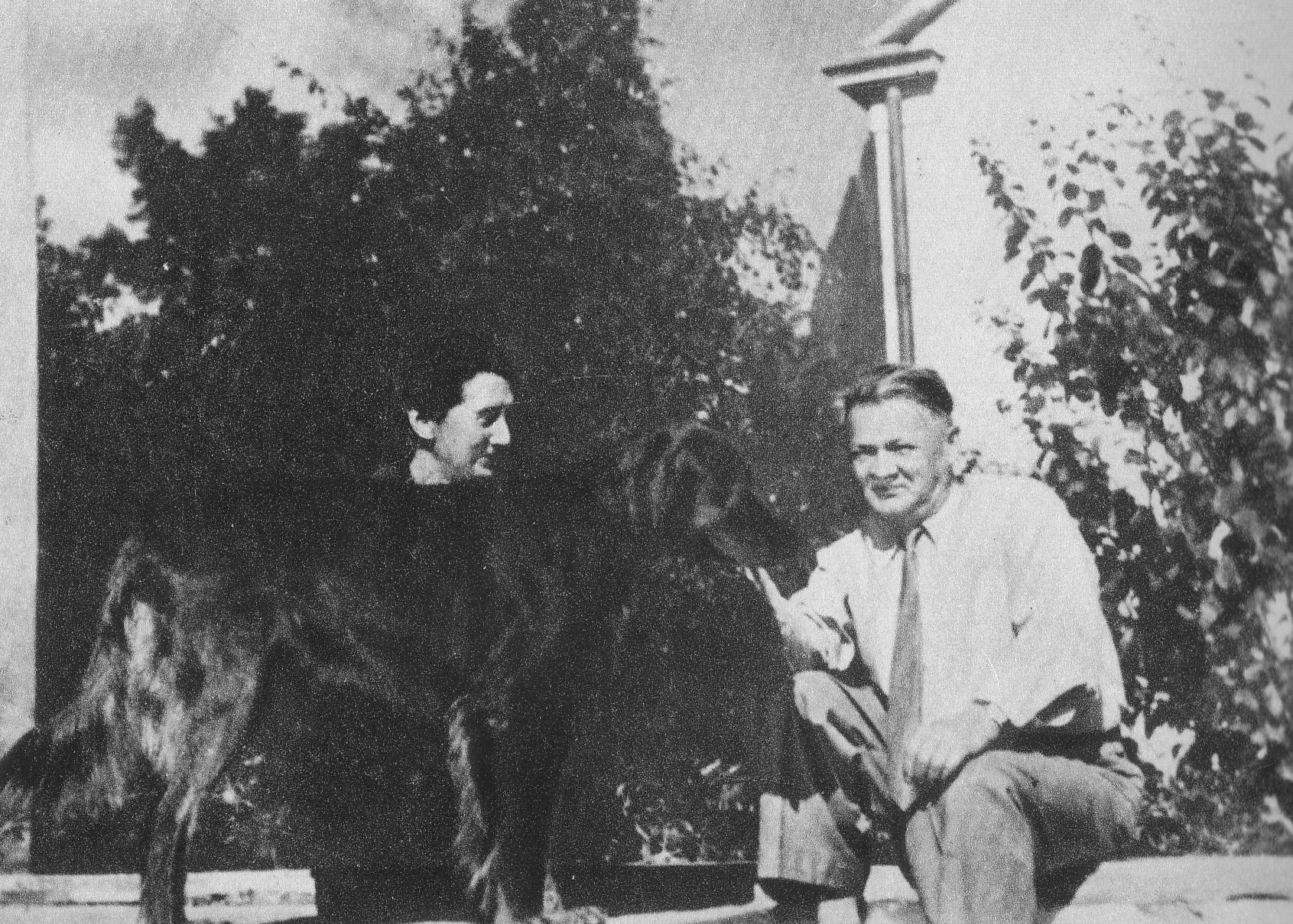
Poeta z żoną Wandą i ulubionym psem Łepkiem na tarasie domu przy ul. Dąbrowskiego 51 w Warszawie (1958)

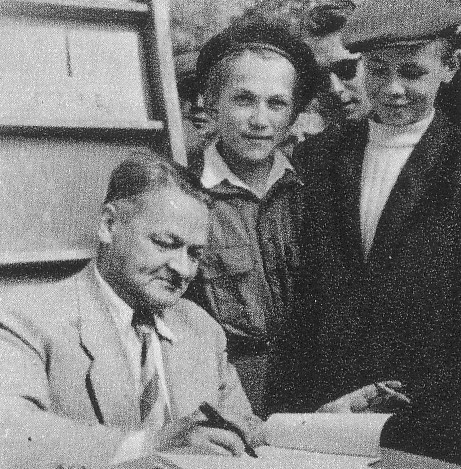
Władysław Broniewski z czytelnikami (ok. 1960)

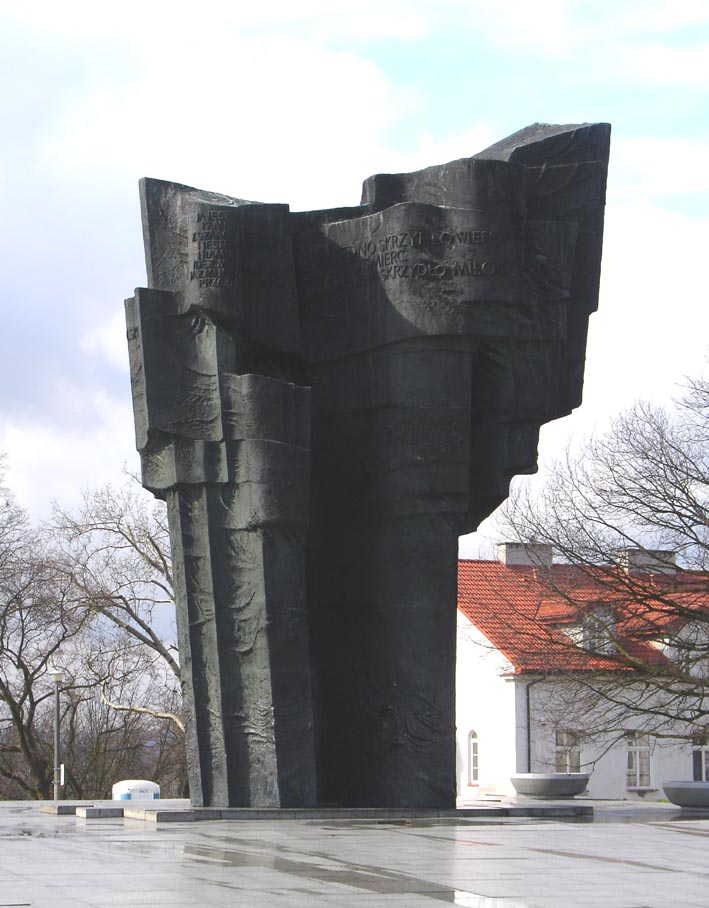
Pomnik Władysława Broniewskiego w Płocku (2008)

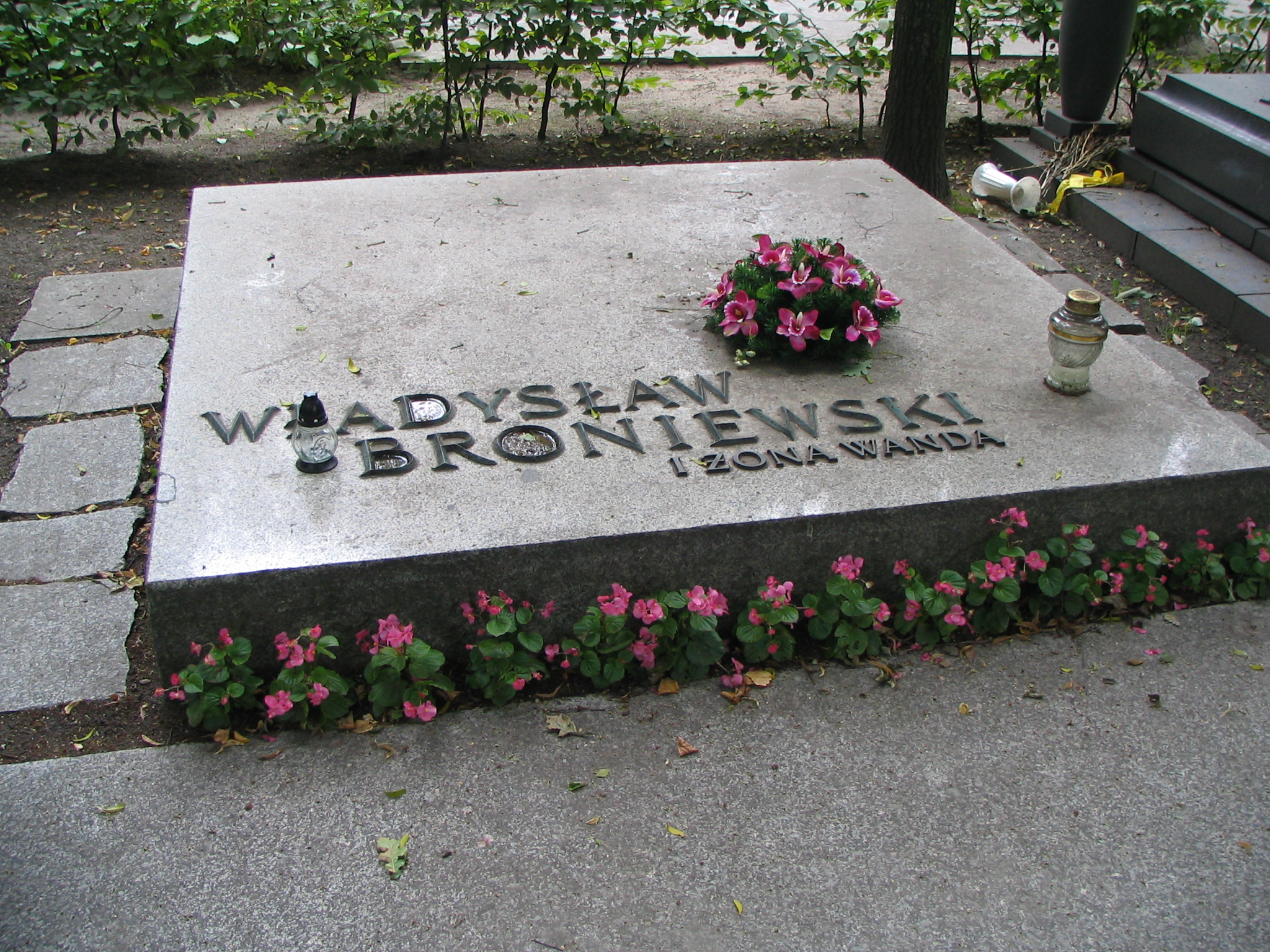
Grób Władysława Broniewskiego i jego żony Wandy na cmentarzu Wojskowym na Powązkach w Warszawie

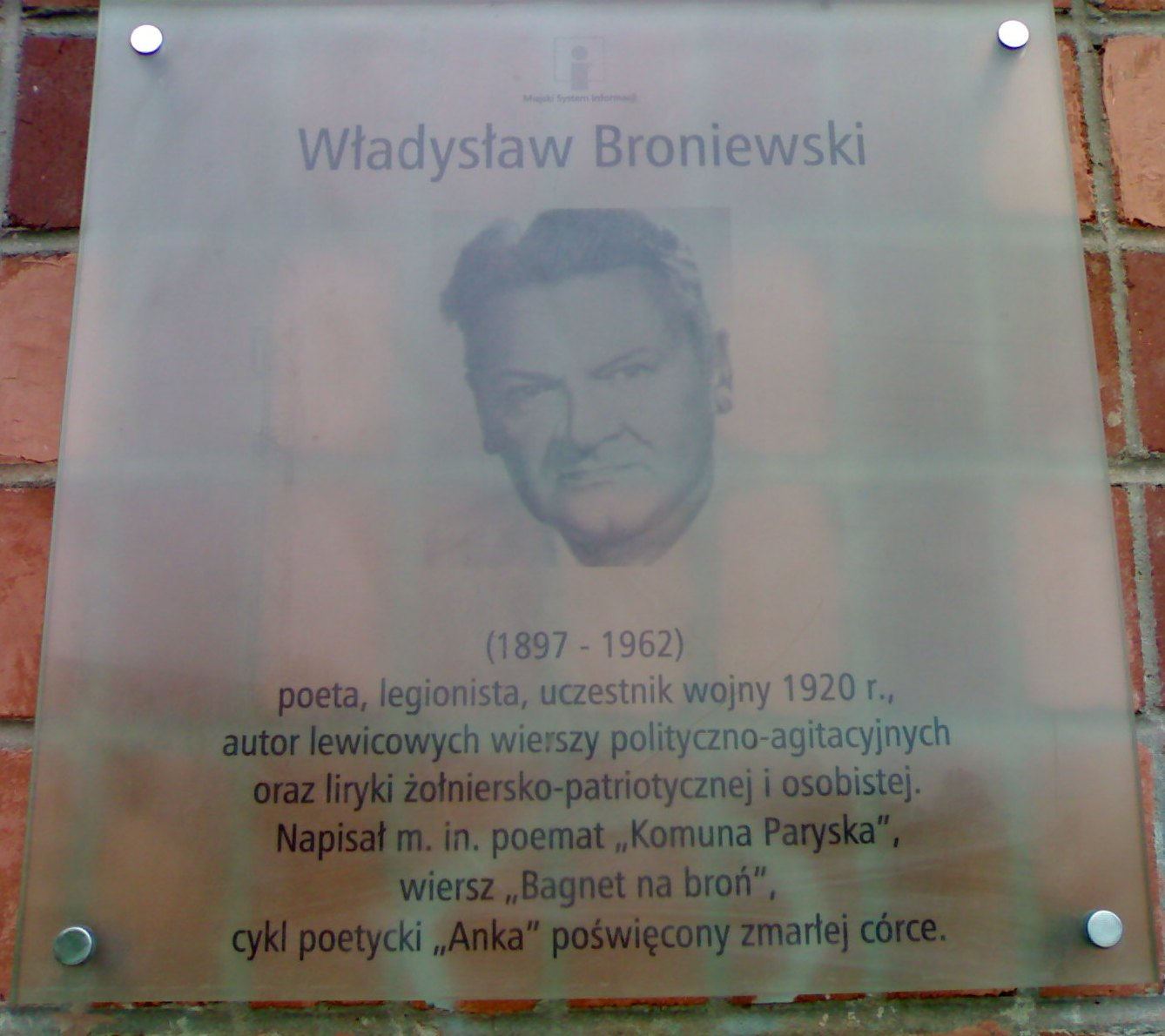
Tablica poświęcona Władysławowi Broniewskiemu przy ul. Broniewskiego 9E w Warszawie

Władysław Kazimierz Broniewski herbu Lewart, ps. „Orlik” (ur. 17 grudnia 1897 w Płocku, zm. 10 lutego 1962 w Warszawie) – polski poeta i tłumacz literacki, autor liryki rewolucyjnej, patriotycznej, żołnierskiej i autobiograficznej; żołnierz Legionów Polskich, uczestnik wojny polsko-bolszewickiej, odznaczony Krzyżem Srebrnym Orderu Virtuti Militari (1921) oraz Orderem Budowniczych Polski Ludowej (1955). Był określany jako „najwybitniejszy reprezentant polskiej poezji rewolucyjnej, stanowiącej artystyczny wyraz walki politycznej proletariatu”.

## Życiorys
Urodził się w inteligenckiej rodzinie szlacheckiej o tradycjach patriotycznych. Był synem Antoniego i Zofii z Lubowidzkich; miał dwie starsze siostry – Zofię i Janinę. Dziadek Jan Bonifacy Broniewski był powstańcem listopadowym, w powstaniu styczniowym zginęli Walerian i Romuald Ostrowscy, dwaj bracia babki Lubowidzkiej. Ojciec zmarł, gdy Władysław miał pięć lat, a trud utrzymania i wychowania trójki dzieci spoczął na barkach matki przyszłego poety i jego babki Jadwigi Lubowidzkiej. W latach 1906–1915 uczęszczał do Gimnazjum Polskiego w Płocku, założonego w 1906 po strajku szkolnym 1905 roku, gdzie językiem wykładowym był język polski. W szkole związał się z ruchem niepodległościowym; był współzałożycielem półtajnej drużyny skautów, nawiązującej do tradycji Konstytucji 3 maja i powstania styczniowego, należał do Organizacji Młodzieży Niepodległościowej „Zarzewie”, był współorganizatorem oddziału Związku Strzeleckiego; wtedy przyjął pseudonim „Orlik”. Organizacje te znajdowały się pod wpływem Polskiej Partii Socjalistycznej, kierowanej przez Józefa Piłsudskiego.
W 1915, w wieku 17 lat (był wówczas w siódmej klasie), wstąpił do Legionów Polskich. Przydzielony do 4 pułku piechoty, brał udział w bitwie pod Jastkowem k. Lublina (1915), gdzie jego pułk poniósł duże straty. W lipcu 1917, po kryzysie przysięgowym, został osadzony w obozie internowania w Szczypiornie pod Kaliszem, gdzie został jednym z przewodniczących sądów blokowych, które rozstrzygały sprawy sporne i potępiały wykroczenia. Po zwolnieniu z obozu zdał maturę jako ekstern, po czym wstąpił na Uniwersytet Warszawski. Jednocześnie działał w konspiracji w Polskiej Organizacji Wojskowej.
W szeregach 1 pułku piechoty Legionów, jako podporucznik, wziął udział w wojnie polsko-bolszewickiej, m.in. walcząc w bitwie białostockiej. Za zasługi wojenne otrzymał Krzyż Srebrny Orderu Wojskowego Virtuti Militari i czterokrotnie Krzyż Walecznych. W 1918 uczestniczył w manifestacyjnym pochodzie do kwatery Piłsudskiego. W 1922 został zweryfikowany w stopniu kapitana z 1415. lokatą w korpusie oficerów rezerwy piechoty. Posiadał przydział mobilizacyjny do 1 pułku piechoty Legionów w Wilnie. W 1934, jako oficer pospolitego ruszenia pozostawał w ewidencji Powiatowej Komendy Uzupełnień Warszawa-Miasto III z przydziałem mobilizacyjnym do Oficerskiej Kadry Okręgowej Nr I. Był wówczas „przewidziany do użycia w czasie wojny”.
Po odzyskaniu niepodległości niezadowolony z reform w powojennej Polsce stawał się coraz bardziej radykalny w swoich poglądach. Po zamachu na Gabriela Narutowicza, zbliżył się do Komunistycznej Partii Robotniczej Polski. Był sekretarzem redakcji „Nowej Kultury”, współpracownikiem „Kultury Robotniczej”, legalnego organu KPRP, członkiem zespołu „Miesięcznika Literackiego”, a także współpracował z miesięcznikiem „Dźwignia”. W latach 1925-1936 sekretarz redakcji wydawanych przez Mieczysława Grydzewskiego Wiadomości Literackich.
Latem 1931 został aresztowany podczas zebrania literatów związanych z KPP i osadzony wraz z Janem Hemplem i Aleksandrem Watem w areszcie miejskim w Warszawie. Aresztowanym pomocy udzielił Bolesław Wieniawa-Długoszowski, adiutant marszałka Piłsudskiego, ówczesny dowódca 2 Dywizji Kawalerii i szef garnizonu warszawskiego. W 1934 wyjechał w podróż po ZSRR, skąd pisał dla Wiadomości Literackich reportaż, w którym pozytywnie oceniał rozwój kraju, a winą za głód na Ukrainie obarczał kułaków oraz „licznie rozgałęzione agentury obce”.
W 1939 r., w obliczu zagrożenia najazdem niemieckim, Broniewski opublikował wiersz Bagnet na broń. Po ataku III Rzeszy na Polskę we wrześniu 1939 zgłosił się na ochotnika do wojska. Przyjechał z Warszawy przez Lublin i Lwów do Tarnopola. 12 września został przydzielony do Ośrodka Zapasowego 28 Dywizji Piechoty w Zbarażu. Zanim jednak miał okazję stanąć do walki, nastąpiła agresja ZSRR na Polskę.
Był świadkiem wkroczenia Armii Czerwonej do Lwowa 23 września 1939. Nie mógł pogodzić się z tym, że ZSRR napadł na Polskę, czemu dawał wyraz w swojej późniejszej twórczości więziennej, spisanej po wrześniu 1941. Sowieci rozpoczęli tymczasem politykę pozyskiwania polskich intelektualistów. Ważną rolę odegrało czasopismo polskojęzyczne „Czerwony Sztandar”. Redaktorami naczelnymi byli: Józef Mańkowski, J. Markiewicz i Eugeniusz Radecki. Swoje teksty zamieszczali na jego łamach: Wanda Wasilewska, Julian Stryjkowski, Leon Chwistek, Stanisław Jerzy Lec, Janina Broniewska, Lucjan Szenwald, Tadeusz Boy-Żeleński i inni, również Władysław Broniewski.
19 listopada 1939 w „Czerwonym Sztandarze” opublikowano oświadczenie pisarzy polskich odnoszące się z aprobatą do wcielenia Ukrainy Zachodniej do Ukraińskiej SRR. Broniewski nie podpisał oświadczenia, jednak bez jego wiedzy zrobił to za niego ktoś inny. Broniewski nie identyfikował się z linią programową tego czasopisma, próbował jednak wykorzystać je do przypomnienia „sprawy polskiej”, nieobecnej w polityce sowieckiej. Sądził, że przebywając na terenach zajętych przez Sowietów będzie mógł bez przeszkód publikować swoje wiersze. Cenzura sowiecka nie dopuściła jednak do wydawania jego utworów o treści patriotycznej – dał do druku między innymi słynny wiersz Żołnierz polski, który nie został opublikowany. Wszystkie publikowane w prasie lwowskiej utwory literackie musiały być bowiem zaakceptowane przez sowieckiego cenzora.
24 stycznia 1940 Broniewski został wraz z Aleksandrem Watem i innymi literatami aresztowany przez NKWD we lwowskiej restauracji Ognisko Inteligencji w zorganizowanej przez NKWD prowokacji. 27 stycznia, trzy dni po aresztowaniu, w „Czerwonym Sztandarze” ukazał się tekst spreparowany przez NKWD, podpisany przez Witolda Kolskiego pod tytułem Zgnieść gadzinę nacjonalistyczną, w którym szkalowano w stylu stalinowskim aresztowanych literatów i uzasadniano ich aresztowanie motywami kryminalnymi. Aresztowani zostali przewiezieni do aresztu śledczego na Zamarstynowie (Broniewski poświęcił temu później wiersz porównywalny do słynnej Rozmowy z Janem). W zgodnych relacjach współwięźniów trzymał się bardzo dzielnie i kategorycznie odmówił współpracy z NKWD.
Po czterech miesiącach, w maju 1940, Broniewski został przetransportowany do więzienia śledczego NKWD na Łubiance, gdzie spędził trzynaście miesięcy. Po wybuchu wojny niemiecko-rosyjskiej wywieziono go do Saratowa, a następnie do Ałma-Aty, gdzie 7 sierpnia 1941 został wypuszczony z więzienia po amnestii wynikającej z układu Sikorski-Majski.
Po wyjściu z więzienia wstąpił do armii polskiej formowanej w ZSRR pod dowództwem gen. Władysława Andersa. Pracował w ambasadzie polskiej w Kujbyszewie. W 1942 ewakuował się wraz z oddziałami polskimi do Iranu, później wraz z 2 Korpusem Polskim poprzez Irak trafił do Palestyny. Do kraju wrócił w 1945, po wahaniach związanych z doświadczeniami z więzień sowieckich i opublikowanymi w Palestynie antysowieckimi wierszami.
W okresie powojennym początkowo tworzył poezję polityczno-propagandową, później utwory refleksyjne o motywach osobistych. W czasach stalinizmu był poetą zaangażowanym w budowę socjalistycznej rzeczywistości, co często interpretowane jest jako postawa jednoznacznie prokomunistyczna. Odmówił jednak napisania słów nowego hymnu polskiego, gdy z taką propozycją zwrócił się do niego Bolesław Bierut. Wręczył mu podobno tylko kartkę z napisem Jeszcze Polska nie zginęła. W listopadzie 1949 został członkiem Ogólnokrajowego Komitetu Obchodu 70-lecia urodzin Józefa Stalina.
1 września 1954 w wyniku zatrucia gazem zmarła córka Broniewskiego, Joanna Broniewska-Kozicka (Anka), której śmierć wywarła ogromny wpływ na poetę. Kilka dni później trafił do szpitala psychiatrycznego w Kościanie. Stworzył wtedy cykl wierszy, porównywany z Trenami Jana Kochanowskiego.
W 1958 r. został członkiem Frontu Jedności Narodu.
Zmarł na raka krtani w Warszawie 10 lutego 1962, pochowany w Alei Zasłużonych na cmentarzu Wojskowym na Powązkach (kwatera 26A-tuje-2/3).

## Życie prywatne
W 1926 r. poeta poślubił w Kaliszu Janinę Kunig, z którą miał córkę Joannę, zwaną „Anką” (1929–1954). Małżeństwo rozpadło się w 1938.

Władysław Broniewski ze swoją córką

W grudniu 1939 sprowadził do Lwowa Marię Zarębińską, z którą od 1938 r. był w nieformalnym związku, i jej córkę Majkę, pasierbicę. Na terenach okupacji sowieckiej znalazły się także pierwsza żona Broniewskiego i ich córka.

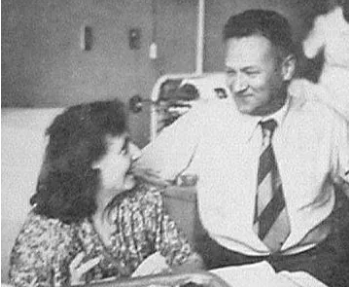
Władysław Broniewski ze swoją drugą żoną Marią w sanatorium w Szwajcarii

Trzecią żoną poety została Wanda Broniewska.
Był ateistą. Zmagał się z chorobą alkoholową. Uważał się za socjalistę. Cenił sobie osobistą niezależność.

## Twórczość
W 1925 wraz ze Stanisławem Standem i Witoldem Wandurskim opublikował Trzy salwy – pierwszy polski manifest poetów proletariackich. Jego poezja była silnie związana z własną biografią i przeżyciami, a także doświadczeniami narodu polskiego i działaczy ruchu robotniczego, miała wyraźne akcenty rewolucyjne i patriotyczne. W wierszach Broniewskiego można stwierdzić egzaltację i wzniosłość obok stylu mowy potocznej, wyczuwalny jest też wpływ polskiego romantyzmu łączony z nowatorstwem. Wśród jego utworów jest też liryka żołnierska.

### Twórczość poetycka
- Tomiki wierszy
  - Wiatraki (1925)

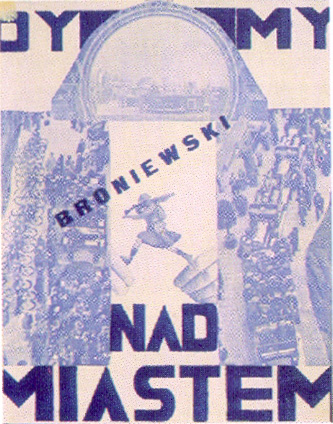
Dymy nad miastem, 1927. Okładka: Mieczysław Szczuka.

  - Trzy salwy (1925) [wspólnie z S. R. Standem i W. Wandurskim][30]
  - Dymy nad miastem (1927)
  - Troska i pieśń (1932)
  - Krzyk ostateczny (1938)
  - Bagnet na broń (1943)
  - Drzewo rozpaczające (1945)
  - Nadzieja (1951)
  - Anka (1956)
- Poematy
  - Komuna Paryska (1929)
  - Słowo o Stalinie (1949)
  - Mazowsze (1951)
  - Wisła (1953)
  - Opowieść o życiu i śmierci Karola Waltera-Świerczewskiego, robotnika i generała[31]

### Przekłady
Broniewski był także tłumaczem literatury rosyjskiej i niemieckiej, przetłumaczył m.in.:
- Fiodora Dostojewskiego (Skrzywdzeni i poniżeni, Białe noce)
- Aleksego Tołstoja (Droga przez mękę – dwie pierwsze części; trzecia wspólnie z Wacławem Rogowiczem)
- powieść Martwe dusze Nikołaja Gogola (1927)
- Władimira Majakowskiego
- Siergieja Jesienina
- Bertolta Brechta

## Ordery i odznaczenia
- Order Budowniczych Polski Ludowej (25 lipca 1955)[32][33]
- Order Sztandaru Pracy I klasy (22 lipca 1949)[34]
- Krzyż Komandorski z Gwiazdą Orderu Odrodzenia Polski (25 września 1950)[35]
- Krzyż Srebrny Orderu Wojskowego Virtuti Militari (16 lutego 1921)[36]
- Krzyż Walecznych (czterokrotnie)
- Złoty Krzyż Zasługi (8 maja 1946)[37][33]
- Medal 10-lecia Polski Ludowej (19 stycznia 1955)[38]
- Kawaler Orderu Lwa Białego (Czechosłowacja, 1957)[39]

## Nagrody
- Państwowa Nagroda Artystyczna I stopnia w dziale literatury za całokształt twórczości (1950)[40]
- Nagroda Państwowa III stopnia (1951)[41]
- Nagroda Państwowa I stopnia za twórczość poetycką w minionym 10-leciu (1955)[42]

## Władysław Broniewski w piosenkach
Twórczość Władysława Broniewskiego inspiruje twórców muzyki popularnej. Do bardziej znanych piosenek napisanych do jego wierszy należą:
- Bar „Pod Zdechłym Psem”, muz. Włodzimierz Korcz, śpiewa Michał Bajor
- Kalambury, śpiewa Muniek Staszczyk z zespołem Pustki
- Nocny gość, muz. Krzysztof „Grabaż” Grabowski, śpiewa Grabaż z zespołem Pidżama Porno
- Poezja, muz. Wojciech Trzciński, śpiewa Stan Borys
- Rimbaud, muz. i wykonanie Roman Kołakowski
- Dzwon za poległych, z filmu „Jeden dzień z mistrzem” w wykonaniu zespołu Kombi, muz. Sławomir Łosowski
- Wiersz Ostatni, muz. Kasia Lins, Karol Łakomiec, Michał Lange, śpiewa Kasia Lins[43]
- Perun, muz. Lelek, album Brzask Bogów[44]
- Broniewski, Pezet, prod. Louis Villain
- Mój Broniewski, Kieliszek łez, Toasty, muz. i wykonanie Paweł Wójcik i Tomasz Sarniak[45]

W 2006 nakładem Rockers Publishing ukazała się kompilacja zatytułowana Broniewski, na której znajdują się utwory współczesnych artystów z tekstami poety.

## Upamiętnienie
- W willi przy ul. J. Dąbrowskiego 51 w Warszawie, w której spędził ostatnie lata życia, w 1963 roku[46] otwarto Muzeum Władysława Broniewskiego, oddział stołecznego Muzeum Literatury[47], w latach 20. XXI w. ekspozycja była jednak czasowo zamknięta dla zwiedzających i do 2021 roku jedynie Ogród Muzeum Broniewskiego był udostępniany na spotkania, koncerty, warsztaty i zajęcia ruchowe[48].
- Dnia 4 listopada 1964 Kuratorium Okręgu Szkolnego w Krakowie nadało podstawówce, Szkole Pomnikowi Tysiąclecia – jednej ze szkół w Tarnowie Świerczkowie – imię Władysława Broniewskiego[49]. Od tego czasu szkoła zmieniła patrona.
- w 1972 w Płocku powstał pomnik Władysława Broniewskiego, którego autorem był Gustaw Zemła[50].
- Szkoły w Polsce, których jest patronem, znajdują się m.in. w: Bełchatowie, Bolesławcu, Bytomiu, Czerwionce-Leszczynach, Katowicach, Koszalinie, Krakowie, Sanoku, Siemianowicach Śląskich, Ostrowcu Świętokrzyskim, Świdniku, Jarocinie, Sosnowcu, Warszawie, w Zambrowie (SP nr 4) oraz w Ciechanowie.
- W latach 1964–1980 Władysław Broniewski był patronem Warszawskiego pułku Obrony Terytorialnej[51] w Ułężu, a w latach 1980–1990 – 16 batalionu piechoty Obrony Terytorialnej w Siedlcach[52].